# Marina Tower
Der Marina Tower ist ein 140 Meter hohes Wohngebäude in der Wehlistraße 291 im 2. Wiener Gemeindebezirk Leopoldstadt. Das Gebäude der BUWOG umfasst 41 Stockwerke und 500 Eigentumswohnungen. Für die Planung war das Architektenbüro Zechner & Zechner verantwortlich. Das Hochhaus wurde von der ARGE Swietelsky und Dywidag als Generalunternehmer errichtet.

## Bildergalerie

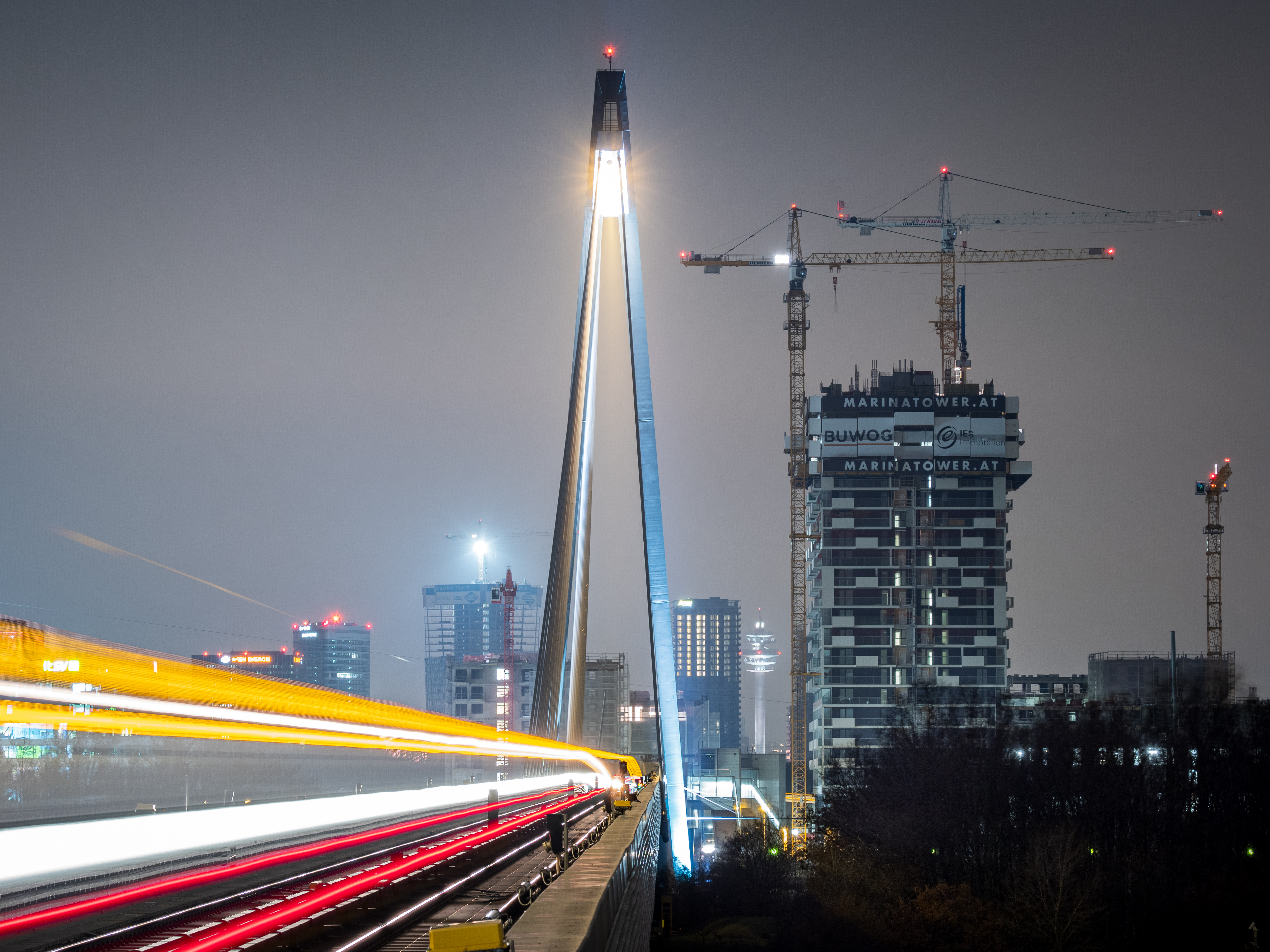
Marina Tower in Bau, Dezember 2020
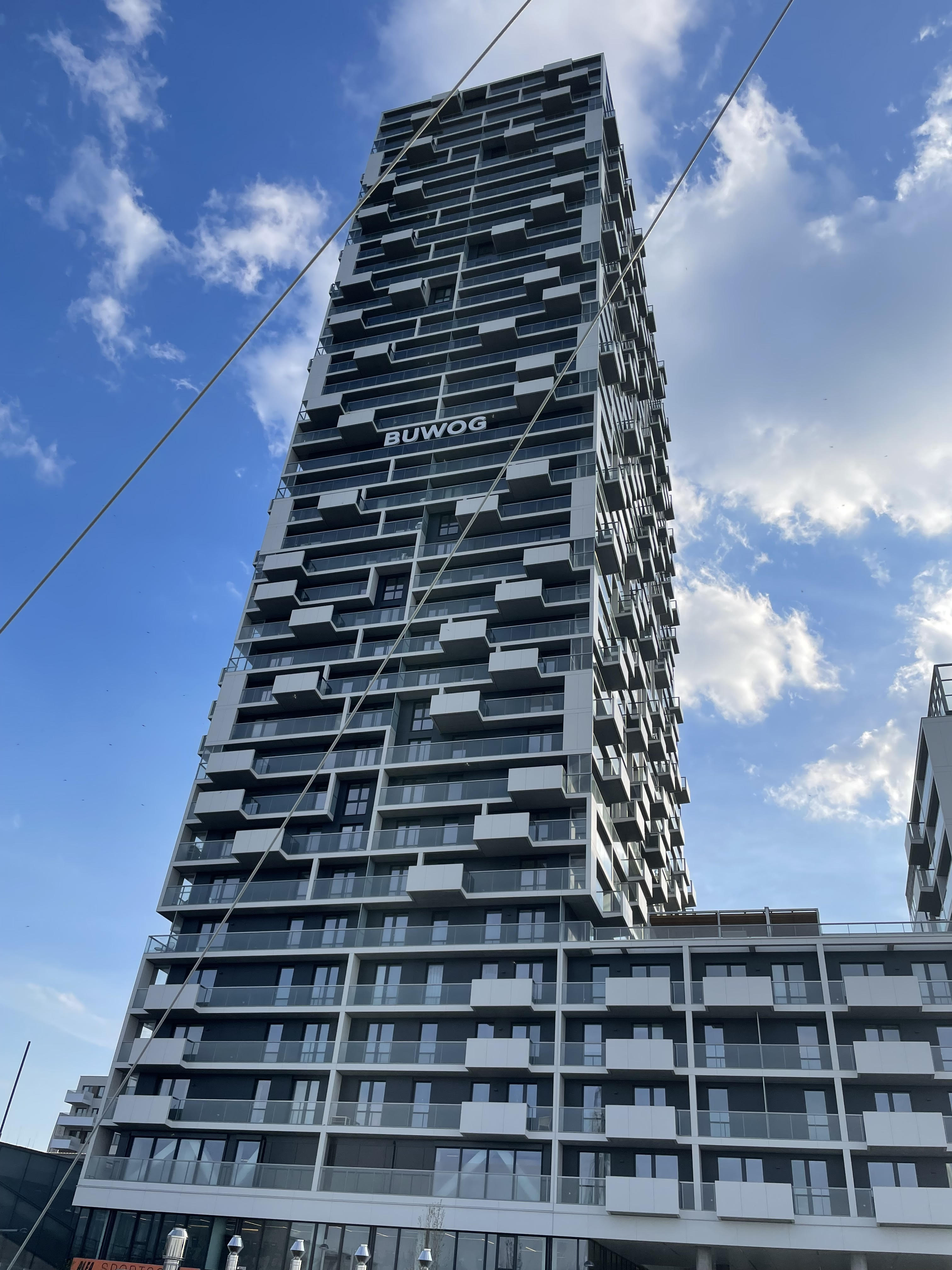
High-Rise-Gebäudeteil
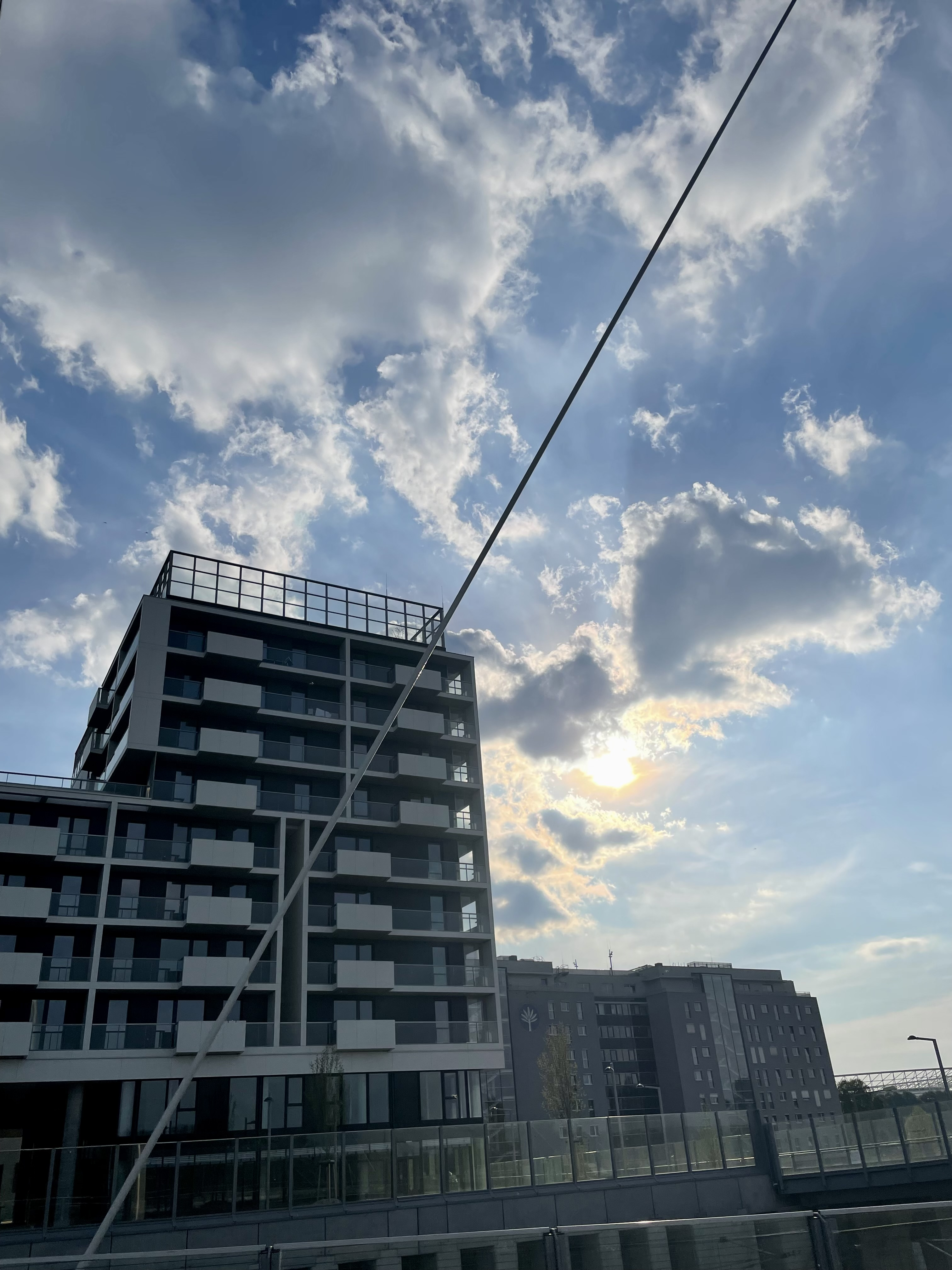
Low Rise von der Donau aus gesehen